# Pinus coulteri

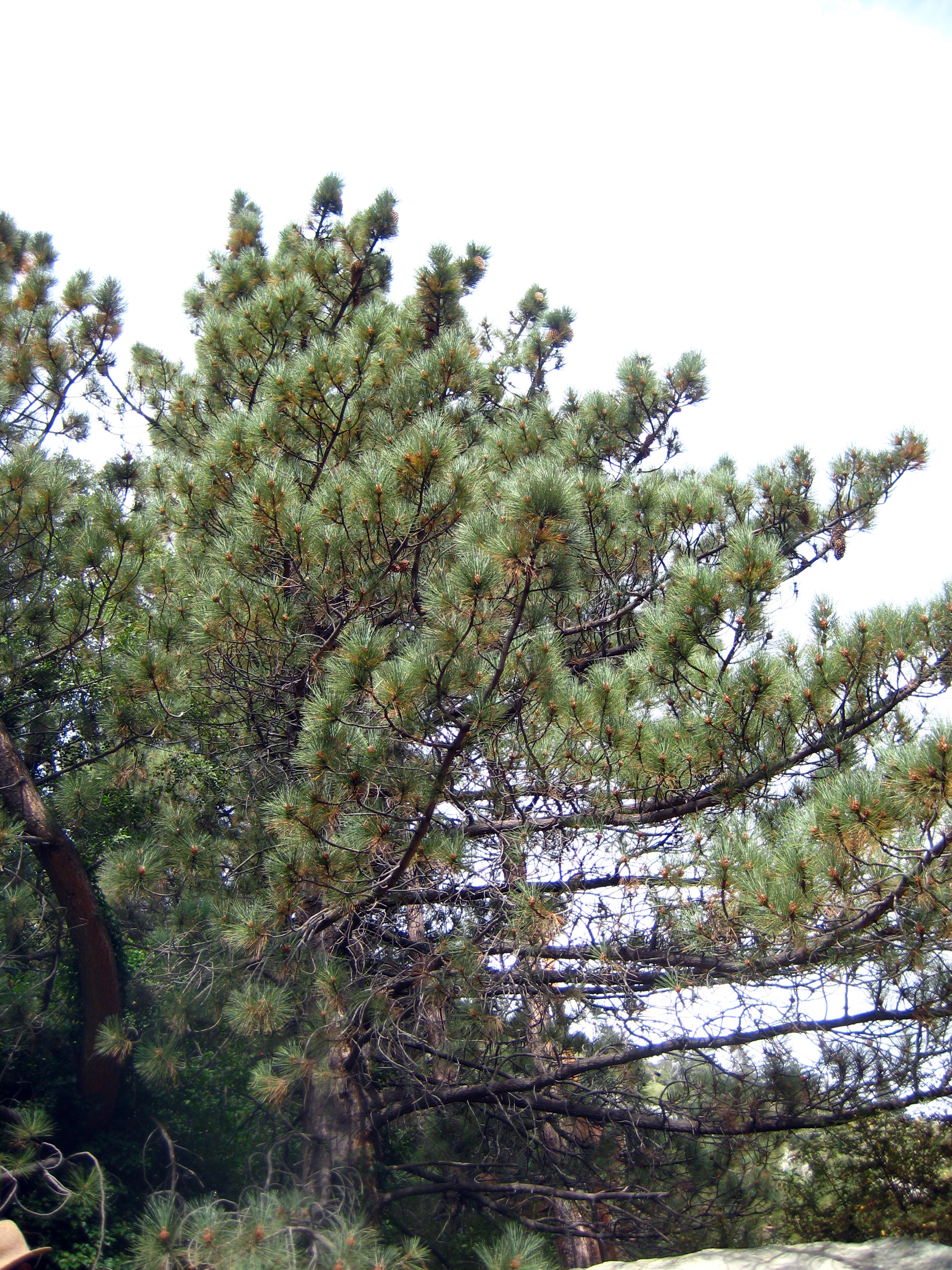
Vista de l'arbre

Pinus coulteri és una espècie de conífera de la família Pinaceae originària del sud de Califòrnia i nord de Baixa Califòrnia.

## Descripció
La mida va des dels 10 als 24 m d'alçada i té un diàmetre de tronc de fins a 1 m. El tronc és vertical i les branques horitzontals i corbades cap al dalt. Les fulles són aciculars, en raïms de tres, color verd grisenc glauc, 15-30 cm de longitud i rígides, 2 mm de gruix. La característica destacada d'aquest arbre són els estròbils espinosos que tenen 20-40 cm de llarg, i un pes de 2-5 kg quan són frescos. Aquesta espècie produeix els cons més alts de cap espècie de pi (s'aconsella a la gent que porti barrets durs quan treballin en boscos d'aquest pi), encara que els troncs prims de Pinus lambertiana són més llargs. Les grans dimensions dels cons els ha valgut el sobrenom en anglès de "widowmakers" ("creador de vídues") entre els locals.

## Distribució i hàbitat
És una espècie originària de les muntanyes litorals del sud de Califòrnia (Estats Units) i el nord de Baixa Califòrnia (Mèxic). Bosquets aïllats es troben molt al nord arribant a l'àrea de la badia de San Francisco al Parc estatal de la Mount Diablo i la Black Diamond Mines Regional Preserve.
Prefereix els vessants que estan orientats al sud entre 200-2.300 m d'altitud, i tolera sòl rocós sec. Sovint apareix en boscos mixtes. Apareix en una sèrie de formacions forestals; per exemple, a majors altures de les muntanyes San Jacinto aquest pi és dominant juntament amb el Quercus kelloggii. Els pícids sovint busquen aliment en aquesta espècie, i pelen l'escorça per accedir als insectes que estan a sota.

## Usos
La fusta és tova i suau, de manera que l'espècie es fa servir per a poc més que llenya de foc. Ocasionalment es planta com un arbre ornamental en parcs i grans jardins.

## Taxonomia
Pinus coulteri va ser descrita per David Don i publicada a Transactions of the Linnean Society of London 17: 440, l'any 1836.

### Etimologia
- Pinus: nom genèric donat en llatí al pi.[5]
- coulteri: epítet atorgat en honor de Thomas Coulter, un botànic i físic irlandès.

### Sinonímia
- Pinus coulteri var. diabloensis Lemmon
- Pinus macrocarpa Lindl.
- Pinus ponderosa subsp. coulteri (D.Don) A.E.Murray[6]